# Ӝ
Ӝ, ӝ – litera cyrylicy używana tylko w alfabecie udmurckim, gdzie reprezentuje spółgłoskę zwarto-szczelinowo zadziąsłowo dźwięczną ([ʤ]).

## Kodowanie
| Znak                   | Ӝ                                          | Ӝ                                          | ӝ                                        | ӝ                                        |
| ---------------------- | ------------------------------------------ | ------------------------------------------ | ---------------------------------------- | ---------------------------------------- |
| Nazwa w Unikodzie      | CYRILLIC CAPITAL LETTER ZHE WITH diaeresis | CYRILLIC CAPITAL LETTER ZHE WITH diaeresis | CYRILLIC SMALL LETTER ZHE WITH diaeresis | CYRILLIC SMALL LETTER ZHE WITH diaeresis |
| Kodowanie              | dziesiątkowo                               | szesnastkowo                               | dziesiątkowo                             | szesnastkowo                             |
| Unicode                | 1244                                       | U+04dc                                     | 1245                                     | U+04dd                                   |
| UTF-8                  | 211 156                                    | d3 9c                                      | 211 157                                  | d3 9d                                    |
| Odwołania znakowe SGML | &#1244;                                    | &#x04dc;                                   | &#1245;                                  | &#x04dd;                                 |